# Thalia Besson
Thalia Besson (née en août 2001) est une actrice et mannequin française. Elle est la fille du cinéaste français Luc Besson.

## Biographie

### Jeunesse
Elle est née à Paris en France et est diplômée de Parsons Paris (en) d'un Bachelor of Business Administration (BBA) en conception stratégique et gestion en 2023.

### Carrière
Elle a fait des apparitions dans Valérian et la Cité des mille planètes (2017) et Arthur, malédiction (2022). Elle a joué le rôle de Tabitha dans Dangerous Waters en 2023.
En 2023, elle participe au film d'horreur fantastique Triton (film) (en) aux côtés de Raff Law (en) et Freya Allan. 
En 2024, elle tient le rôle de Geneviève dans la quatrième saison de la série Netflix Emily in Paris. Son personnage a été décrit comme le « premier méchant » de la série.

### Vie privée
Elle est la fille de la productrice de films franco-canadienne Virginie Besson-Silla et du cinéaste français Luc Besson.

## Filmographie

### Cinéma
- 2017 : Valérian et la Cité des mille planètes de Luc Besson : L'officier
- 2022 : Arthur, malédiction de Luc Besson : Samantha
- 2023 : Dangerous Waters de John Barr : Tabitha

### Télévision
- 2024 : Emily in Paris : Geneviève Grateau